# Рылова (деревня)
Рылова — деревня в Болховском районе Орловской области России. Входит в состав Медведковского сельского поселения. Население — 5 человек (2010), на 2018 гг. — 2 жителя.

## География
деревня расположен в центральной части Среднерусской возвышенности в лесостепной зоне, на территории национального парка «Орловское Полесье» на севере области, возле административной границы с Ульяновским районом Калужском области и находится по берегу реки Орс. Уличная сеть состоит из одного географического объекта: ул. Луговая.
Абсолютная высота — 183 метров над уровнем моря.
Географическое положение
в 3 км. — административный центр поселения деревня Вязовая, в 23 км — административный центр района город Болхов

### Климат
близок к умеренно-холодному, количество осадков является значительным, с осадками в засушливый месяц. Среднегодовая норма осадков — 627 мм. Среднегодовая температура воздуха в Болховском районе — 5,1 ° C.

## Население
| 2010 |
| ---- |
| 5    |

На 2017—2018 гг., по данным администрации Медведковского сельского поселения, в 1 дворе проживают 2 жителя, все свыше 60 лет.

### Национальный состав
Согласно результатам переписи 2002 года, в национальной структуре населения
русские составляли 100 % от общей численности населения в 20 жителей

## Инфраструктура
Личное подсобное хозяйство.

## Транспорт
Просёлочные дороги.